# Comuna Mîrzești, Orhei
Comuna Mîrzești este o comună din raionul Orhei, Republica Moldova. Este formată din satele Mîrzești (sat-reședință) și Mîrzaci.

## Demografie
Conform datelor recensământului din 2014, comuna are o populație de 1.184 de locuitori. La recensământul din 2004 erau 1.435 de locuitori.

## Administrație și politică
Componența Consiliului local Mîrzești (9 consilieri), ales la 5 noiembrie 2023, este următoarea:
|  | Partid                                       | Consilieri | Componență | Componență | Componență | Componență |
|  | -------------------------------------------- | ---------- | ---------- | ---------- | ---------- | ---------- |
|  | Partidul Socialiștilor din Republica Moldova | 4          |            |            |            |            |
|  | Partidul Acțiune și Solidaritate             | 4          |            |            |            |            |
|  | Partidul Acțiunii Comune – Congresul Civic   | 1          |            |            |            |            |